# باغلار (دیاربکر)
باغلار (به ترکی استانبولی: Bağlar) یک منطقهٔ مسکونی در ترکیه است که در استان دیاربکر واقع شده‌است.